# Nonsard-Lamarche
Nonsard-Lamarche is een gemeente in het Franse departement Meuse in de regio Grand Est. De gemeente maakt deel uit van het arrondissement Commercy en telt 106 inwoners (1999).

## Geschiedenis
1 januari 1973 fuseerde de gemeenten Heudicourt-sous-les-Côtes, Lamarche-en-Woëvre en Nonsard  tot de gemeente. Deze gemeente werd op 1 januari 1983 opgesplitst in Heudicourt-sous-les-Côtes en de nieuwe gemeente Nonsard-Lamarche.
De gemeente sinds 22 maart 2015 van het kanton Saint-Mihiel. Daarvoor hoorde het bij het op die dag opgeheven kanton Vigneulles-lès-Hattonchâtel.

## Geografie
De oppervlakte van Nonsard-Lamarche bedraagt 17,7 km², de bevolkingsdichtheid is 6,0 inwoners per km².
De onderstaande kaart toont de ligging van Nonsard-Lamarche met de belangrijkste infrastructuur en aangrenzende gemeenten.

## Demografie
Onderstaande figuur toont het verloop van het inwonertal (bron: INSEE-tellingen).

Apremont-la-Forêt · Beney-en-Woëvre · Bislée · Bouconville-sur-Madt · Broussey-Raulecourt · Buxières-sous-les-Côtes · Chaillon · Chauvoncourt · Dompierre-aux-Bois · Han-sur-Meuse · Heudicourt-sous-les-Côtes · Jonville-en-Woëvre · Lachaussée · Lacroix-sur-Meuse · Lahayville · Lamorville · Loupmont · Maizey · Montsec · Nonsard-Lamarche · Les Paroches · Rambucourt · Ranzières · Richecourt · Rouvrois-sur-Meuse · Saint-Maurice-sous-les-Côtes · Saint-Mihiel · Seuzey · Troyon · Valbois · Varnéville · Vaux-lès-Palameix · Vigneulles-lès-Hattonchâtel · Xivray-et-Marvoisin